# Лази в Турция
Лазите (на турски: Türkiye Lazları) са етническа група в Турция. Според оценки на Joshua Project техния брой е около 102 000 души, като 98 % от тях са мюсюлмани а 2 % християни. Те населяват основно източното черноморие на Турция, основно вилаетите Артвин и Ризе.
Проучване за HABERTÜRK оценява техния брой на 1 656 412 души, или 2.9 % от населението на Турция.